# Promedio móvil simple

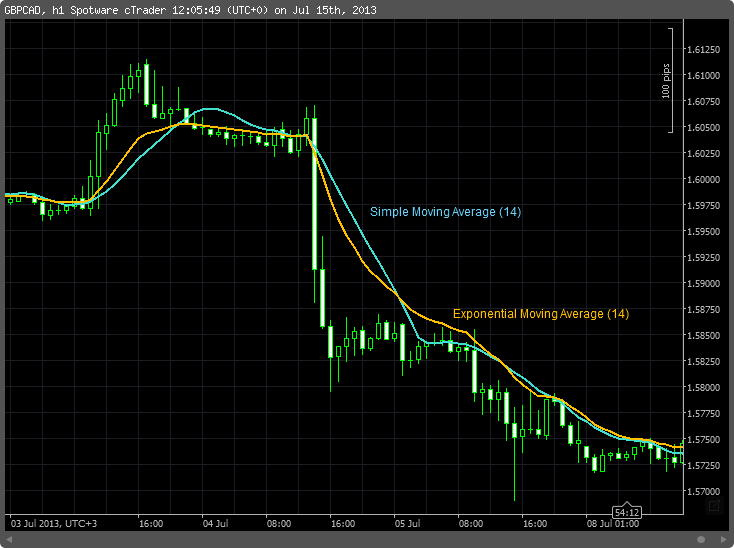

En aplicaciones financieras, un "promedio móvil simple" (PMS) es la media no ponderada de los datos "n" anteriores. Sin embargo, en ciencia e ingeniería, la media normalmente se toma de una cantidad igual de datos en cualquier lado de un valor central. Esto garantiza que las variaciones en la media estén alineadas con las variaciones en los datos en lugar de desplazarse en el tiempo.

Un ejemplo de una media de ejecución ponderada por igual para una muestra de precio de cierre de día n es la media de los precios de cierre de los días anteriores de  n  días. Si esos precios son {\displaystyle p_{M},p_{M-1},\dots ,p_{M-(n-1)}} la fórmula es:
{\displaystyle {\begin{aligned}{\overline {p}}_{\text{SM}}&={\frac {p_{M}+p_{M-1}+\cdots +p_{M-(n-1)}}{n}}\\&={\frac {1}{n}}\sum _{i=0}^{n-1}p_{M-i}\end{aligned}}}
Al calcular los valores sucesivos, un nuevo valor entra en la suma y un valor antiguo se elimina, lo que significa que una suma completa cada vez es innecesaria para este caso simple.
{\displaystyle {\overline {p}}_{\text{SM}}={\overline {p}}_{{\text{SM}},{\text{prev}}}+{p_{M} \over n}-{p_{M-n} \over n}}
El período seleccionado depende del tipo de movimiento de interés, como corto, intermedio o largo plazo. En términos financieros, los niveles medios móviles pueden interpretarse como soporte en un mercado en baja, o resistencia en un mercado en alza, en un análisis técnico.
Si los datos utilizados no están centrados en torno a la media, un promedio móvil simple rezaga el último punto de referencia a la mitad del ancho de la muestra. Una PMS también puede verse desproporcionadamente influenciado por puntos de referencia anteriores o nuevos datos entrantes. Una característica del PMS es que si los datos tienen una fluctuación periódica, la aplicación de una PMS de ese período eliminará esa variación (el promedio siempre contiene un ciclo completo). Pero rara vez se encuentra un ciclo perfectamente regular.
Para varias aplicaciones, es ventajoso evitar el cambio inducido al usar solo datos "pasados". Por lo tanto, se puede calcular una  media móvil central , utilizando datos igualmente espaciados a cada lado del punto en la serie donde se calcula la media.  La derivación y propiedades de la media móvil central simple se dan en completo en Filtro Savitzky-Golay. Esto requiere el uso de un número impar de puntos de referencia en la ventana de muestra.
Un inconveniente principal del PMS es que deja pasar una cantidad significativa de la señal más corta que la longitud de la ventana. Peor aún,  en realidad lo invierte . Esto puede conducir a resultados inesperados, como picos en el resultado suavizado que aparecen donde había valles en los datos. También conduce a que el resultado sea menos uniforme de lo esperado ya que algunas de las frecuencias más altas no se eliminan correctamente.